# Ny våg (radioprogram)
Ny våg var ett musikprogram i SR P3, som sändes under perioden den 18 augusti 1980 — 15 augusti 1985. .( Ej korrekt uppgift. Programmet lades ner 1983! Till mångas förtret. Bl.a. min …  / Martin Ahlsén. ) Programledare var Ulrika Malmgren, Johan Nilsson, Jonas Almqvist och Christian Wigardt, och i programmet spelades den punkrock och nya rockmusik som alltmer kommit till Sverige.
Senare tillkom Klarin Gullström, Håkan Persson, Bosse Löthén och Nils Fagerberg som presentatörer.

### Fotnoter
1. ↑  ”Svensk mediedatabas”. http://smdb.kb.se/catalog/search?q=%22P4+Retro%22+typ%3Aradio&sort=OLDEST. Läst 18 april 2011.
2. ↑  ”Retrogalaxen”. http://www.retrogalaxen.se/ny_vag.html. Läst 18 april 2011.
3. ↑  ”Ny Våg – ett universitet i etern för punkare på 80-talet”. http://sverigesradio.se/sida/artikel.aspx?programid=1602&artikel=3789980. Läst 17 juni 2010.